# Корнис
Корнис (фр. Cornusse) насеље је и општина у централној Француској у региону Центар (регион), у департману Шер која припада префектури Сент Аман Монрон.
По подацима из 2011. године у општини је живело 275 становника, а густина насељености је износила 14,02 становника/km². Општина се простире на површини од 19,61 km². Налази се на средњој надморској висини од 208 метара (максималној 228 m, а минималној 172 m).

## Демографија
| 1962. | 1968. | 1975. | 1982. | 1990. | 1999. | 2011. |
| ----- | ----- | ----- | ----- | ----- | ----- | ----- |
| 383   | 390   | 340   | 355   | 283   | 291   | 275   |

График промене броја становника у току последњих година